# Матияс, Юлия
Юлия Матияс  (нем. Julia Matijass; 22 сентября 1973, Любинский) — немецкая, ранее российская дзюдоистка. Бронзовый призёр летних Олимпийских играх 2004 в весовой категории до 48 кг.

## Биография
Начала заниматься дзюдо в возрасте 13 лет. Была членом сборной России по дзюдо до 1994 года, в 1995 году переехала в Оснабрюк вместе с мужем, немцем по происхождению, и в 1999 году получила немецкое гражданство. 
В 2003 году заняла пятое место на чемпионате мира по дзюдо. Принимала участие в летних Олимпийских играх 2004 и завоевала бронзовую медаль в весовой категории до 48 кг. 